# 开普敦雨蛙
开普敦雨蛙也称拱短头蛙、驼背蟾，是短头蛙亚科的一种，成年蛙体长约45毫米。开普敦雨蛙是南非的特有种，是第一种被瑞典动物学家卡尔·林奈科学分类的非洲蛙类，也是最常见及体型最大的一种短头蛙。